# Большой Карлыган
Большой Карлыган (мар. Кугу Карлыган, удм. Заны) — деревня в Мари-Турекском районе Республики Марий Эл. Административный центр Карлыганского сельского поселения.

## География
Находится в восточной части республики Марий Эл на расстоянии приблизительно 35 км по прямой на юг-юго-восток от районного центра посёлка Мари-Турек.

## История
Основана удмуртами[какими?] в 1795 году. Упоминается с 1824 года как Старый Карлыган или Карлыганский починок (в переводе с татарского «карлыган» — чёрная смородина). В 1859—1873 годы Карлыган насчитывал 12 дворов с населением 97 человек. В 1894 году в Карлыгане была построена Покровская церковь. В 1905 году здесь (уже село) насчитывалось 23 двора, 189 жителей, в 1923 28 и 202 (все удмурты), в 1933 299 жителей, в 1940 44 хозяйства, 252 жителя. В 2000 году в деревне (дата изменения статуса на деревню не известна) насчитывалось 275 хозяйств. В советское время работали колхозы «Красный Октябрь», «Смена», им. Ленина, совхоз "Восход.

## Население
Население составляло 890 человек (удмурты 51 %) в 2002 году, 837 в 2010.

## Известные жители
Багаев Геннадий Никанорович (1928—1978) —  советский государственный и хозяйственный деятель. Основатель и директор совхоза «Восход» д. Большой Карлыган Мари-Турекского района Марийской АССР (1963—1978). Заслуженный ветеринарный врач Марийской АССР (1967). Депутат Верховного Совета СССР VIII созыва (1970—1974), делегат XXIII съезда КПСС (1966). Кавалер ордена Ленина (1971).